# Sveriges biståndshistoria
Sveriges biståndshistoria är historien om hur det internationella biståndet från Sverige har utvecklats, från 1800-talets missionsbistånd till dagens storskaliga verksamhet. Under 1800-talet, och till och med andra världskriget, bestod det svenska biståndet av enskilda insatser. Efter andra världskriget ändrades detta, och Sverige har sedan dess varit en av de större biståndsgivarna i världen i relation till BNP och per capita. Under 1960-talet fick det offentliga biståndet en fastare organisatorisk form under och 1975 uppnåddes för första gången det så kallade enprocentsmålet.
| Sveriges bistånd till världen inom alla sektorer |
| --- |
| SEKÅr10 000 000 00020 000 000 00030 000 000 00040 000 000 00050 000 000 00060 000 000 00019982004201020162022Transaktionsvärde (SEK)Svenskt bistånd Datakälla: openaid.se, Sveriges årliga bistånd till världen via alla organisationer inom alla sektorer sedan år 1998. Rådata |

## Utvecklingen i huvuddrag

### 1850-talet till 1940
I mitten av 1800-talet sändes ett antal missionärer från Evangeliska Fosterlandsstiftelsen till dåvarande Abessinien, nuvarande Etiopien med uppgift främst att sprida kristendomen, men även driva skolor och sjukstugor.

### 1940-talet
Sverige stod utanför andra världskrigets krigshandlingar. Under kriget togs flyktingar emot, främst från Norge, Finland och Danmark, men också från de baltiska länderna. Efter kriget inleddes biståndsverksamheten utanför Europa med att ett antal svenskar skickades till Addis Abeba i Etiopien för att bidra med kunskap inom bland annat sjukvård. Med andra länder arrangerade Sverige stipendieprogram för studentutbyte.

### 1950-talet
År 1952 gick bildades Centralkommittén för svenskt tekniskt bistånd till mindre utvecklade områden, ett staligt samarbetsorgan med folkrörelserna, med Etiopien och Pakistan som dess första mottagarländer.. Den politiska debatten under 1950-talet handlade till stor del om hur mycket bistånd Sverige skulle ge, snarare än till vilka länder biståndet skulle gå.
År 1954 blev Ulla Lindström statsråd med ansvar för bland annat ”utvecklingshjälpen”.
Två riksomfattande insamlingskampanjer, organiserade i samarbete mellan stat, folkrörelser och näringsliv organisaerades 1955 och 1961 under namnet ”Sverige hjälper”.

### 1960-talet
Från 1960-talet dominerade statliga insatser biståndsverksamheten. Nämnden för internationellt bistånd (NIB) bildades 1962 och var den första statliga myndigheten för u-landsbistånd, under Ulla Lindström. NIB ersattes 1965 efter lednings- och organisationsproblem av Styrelsen för internationell utveckling (SIDA) med utökade resurser för att klara en starkt expanderande volym.
Under 1960-talet blev de flesta av Afrikas stater självständiga och decenniet präglades av utvecklingsoptimism och en tro på snabbt bättre framtid. I Sverige antogs en viktig biståndsproposition 1962 (1962:100), vilken kom att påverka inriktningen på det svenska biståndet under kommande decennier. I dess inledning beskrivs huvudmålet för biståndet är att ”höja de fattiga folkens levnadsnivå”. Där talas också om att biståndet skall främja ekonomisk tillväxt, ekonomisk och social utjämning, ekonomiskt och politiskt oberoende samt demokratisering. Enprocentsmålet blev också officiell politik, det vill säga målet att en procent BNI skulle gå till bistånd.

### 1970-talet
Biståndet fortsatte att öka och uppgick till en procent av BNI vid mitten av 1970-talet. Biståndet handlade ofta om att praktiskt bygga skolor, sjukhus, elverk och fabriker. Det motiv som framförallt framhölls var solidaritet över nationsgränserna. Men också att öka produktionen och främja demokratisk och social utveckling och utjämning. Hjälp till självhjälp angavs som det viktigaste medlet för detta, varigenom mottagarlandets ansvar för sin egen utveckling betonades. Insikten om att västeuropeiska modeller inte enkelt kan överföras i andra delar av världen ökade och det blev mer tal om ömsidiga effekter och "bistånd på mottagarnas villkor". Att miljöproblemen hänger ihop med fattigdomen blev också mer betonat.

### 1980-talet
I början av 1980-talet började Sverige, liksom andra västländer, att stödja Världsbankens och Internationella valutafondens strukturanpassningprogram (SAP). Bakgrunden till programmen var skuldkrisen men också att de drabbade länderna i det läget antog antiliberala reformer. Många biståndsorganisationer, såväl i Sverige som världen runt, var starkt kritiska till dessa program och lyckades så småningom få dem utbytta mot PRSP, Poverty Reduction Strategy Papers (vilka dock numera också är ifrågasatta). Under 1980-talet kom biståndet också att i högre grad inriktas mot hjälpinsatser inom utbildning och vård, då många länder saknade utbildad personal inom dessa områden. Från slutet av 1980-talet ökade antalet biståndsländer till omkring 125 stycken. I samband med Brundtlandrapporten ”Vår gemensamma framtid” (1987) skedde en omställning i synen på miljö- och utvecklingsfrågorna så att de i högre grad sågs som delar av samma helhet.

### 1990-talet
I början av 1990-talet, efter Berlinmurens fall, var den stora förändringen att biståndet till Östeuropa utökades kraftigt och blev en egen post, vid sidan om det traditionella biståndet till utvecklingsländer i Afrika, Asien och Latinamerika.

### 2000-talet
Under 2000-talet har antalet mottagarländer för bilateralt statligt bistånd minskats till 33[källa behövs] och den formella kontrollen av medlens användning ökat.. Juli, 2018, uppnådde mottagarsiffran till: 35 st runtom i världen.

### 2020-talet
Efter riksdagsvalet 2022 bildades en högerregering stödd och uppbackad av Sverigedemokraterna. Den regeringen, under ledning av biståndsminister Johan Forsell, har övergett det tidigare biståndsmålet om en procent av BNI. En annan förändring är att Ukraina blir största mottagare av svenskt bistånd. En tredje förändring är att handel och bistånd ska sammankopplas i högre grad. Biståndet ska även, enligt planen, fungera som ett utrikes- och migrationspolitiskt redskap och något som bidrar till att värna svenska intressen. Ett av de biståndsområden som regeringen vill prioritera, förutom stödet till Ukraina, är klimatbiståndet.